# Dorothy Smith
Dorothy Edith Smith (Northallerton, Regne Unit, 6 de juliol del 1926 - Vancouver, Canadà, 3 de juny del 2022) fou una sociòloga canadenca, coneguda pel desenvolupament d'un mètode anomenat Organització Sociològica del Coneixement, la teoria feminista del "punt de vista" i la etnografia institucional.

## Biografia
Smith nasqué a Northallerton (Yorkshire, Anglaterra). Els seus pares, Dorothy i Tom Place, tingueren altres tres fills, entre els quals Ullin Place (un dels principals impulsors de la teoria de la identitat ment-cervell) i el poeta Milner Place.
El 1955 estudia sociologia amb especialització en Antropologia social, en l'Escola d'Economia de Londres, i hi coneix el seu futur espòs, William Reid Smith, amb qui es trasllada als Estats Units. El 1963 fa el doctorat en la Universitat de Califòrnia, Berkeley. Fou professora d'aquesta universitat de 1964 a 1966. En aquesta època es divorcia de Reid i el 1967 es trasllada amb els seus dos fills a Vancouver, com a professora de la Universitat de la Colúmbia Britànica, on ajuda a establir el Programa d'Estudis sobre la Dona. El 1977 se'n va a Toronto (Ontario) per a treballar en l'Institut d'Estudis per a l'Educació de la Universitat de Toronto, fins que es va jubilar. El 1994, és professora adjunta de la Universitat de Victoria, on va continuar el seu treball sobre etnografia institucional.

## Teoria del "punt de vista"
Mentre fou estudiant de doctorat Smith va desenvolupar la seua teoria sobre el "punt de vista", derivada en part de l'experiència personal d'enfrontar "dues subjectivitats, la de la casa i la de la universitat", dos mons que no es barregen. En reconeixement del seu punt de vista, Smith percep el fet que, en sociologia, falta aquesta noció. En aquest sentit, els mètodes i les teories de la sociologia havien estat construïts en un món social dominat per hòmens, sense observar el món de la reproducció sexual, dels infants i dels afers domèstics.